# Myxoproteus cujaeus
Myxoproteus cujaeus is een microscopische parasiet uit de familie Sinuolineidae. Myxoproteus cujaeus werd in 1996 beschreven door Sarkar. 